# Limonium catanense
Limonium catanense är en triftväxtart som först beskrevs av Vincenzo Tineo och Michele Lojacono-Pojero, och fick sitt nu gällande namn av Salvatore Brullo. Limonium catanense ingår i släktet rispar, och familjen triftväxter. Inga underarter finns listade i Catalogue of Life.